# Шамбо Лонгсењ
Шамбо Лонгсењ (фр. Chambost-Longessaigne) насеље је и општина у источној Француској у региону Рона-Алпи, у департману Рона која припада префектури Лион.
По подацима из 2011. године у општини је живело 856 становника, а густина насељености је износила 55,44 становника/km². Општина се простире на површини од 15,44 km². Налази се на средњој надморској висини од 600 метара (максималној 681 m, а минималној 477 m).

## Демографија
| 1962. | 1968. | 1975. | 1982. | 1990. | 1999. | 2011. |
| ----- | ----- | ----- | ----- | ----- | ----- | ----- |
| 724   | 817   | 710   | 675   | 632   | 714   | 856   |

График промене броја становника у току последњих година